# Adler-Brauerei Coswig

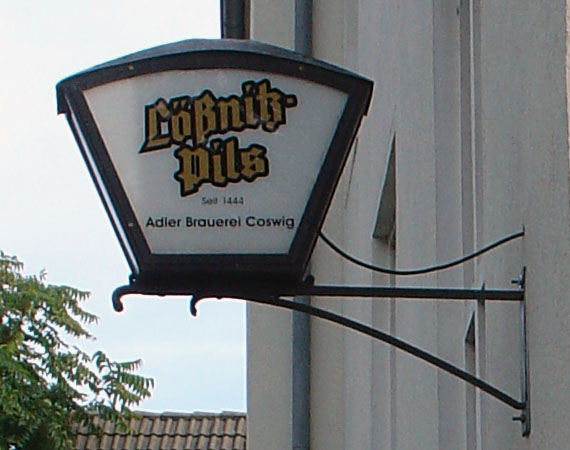
Reklameschild der Brauerei

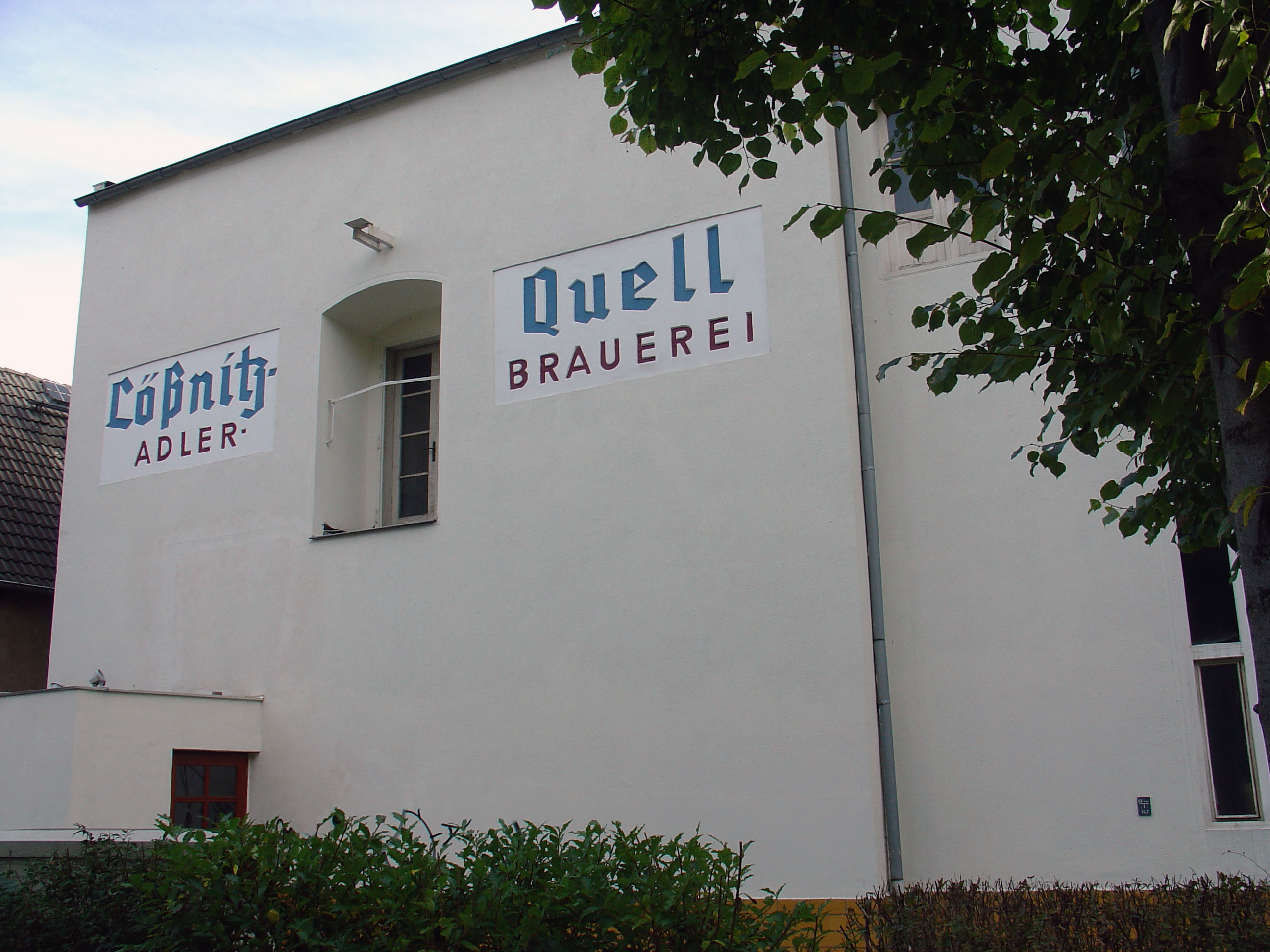
Brauhaus der Adler-Brauerei. Das Sgraffito ist wohl von Hermann Glöckner.

Die Adler-Brauerei Coswig, auch Lößnitz-Quell, war eine Bierbrauerei in Coswig im sächsischen Landkreis Meißen.

## Geschichte
1444 erhielten die Gemeinden rund um Meißen das Braurecht, darunter auch Coswig. Fälschlicherweise wird dieses Datum auf einigen Bieretiketten als Gründungsdatum der Brauerei angegeben. Tatsächlich existieren die ersten urkundlichen Erwähnungen des Coswiger Bieres erst ab 1500.
1628 erfolgte die erste urkundliche Erwähnung der Coswiger Brauerei, Besitzer waren damals Nicol Leutericz und Valten Jost. F.E. Petermann erwarb 1706 eine Branntweinbrennerei, die Brauerei, die Mälzerei und das Wohnhaus mit Stallungen von einem Jost. Vom Weiten Born wurde 1738 eine drei Kilometer lange hölzerne Wasserleitung zur Brauerei errichtet, um den Brauwasserbedarf zu decken. Bis 1847 bewirtschafteten die Petermanns die Brauerei. 1878 übernahm sie J.G. Raschenberger, 1886  A. Zschongel, 1896 F. Gebhardt und 1902 Gustav Liebscher als Brauerei Coswig.
Der Saalhausener Braumeister Gustav Herrmann Emmrich kaufte 1920 die Wirtschaft und benannte sie in Adler-Brauerei Coswig um. Bis 1912 wurde das Bier im Keller mit dem Eis der umliegenden Teiche gekühlt, welches im Winter dort deponiert wurde. 1912 erfolgte dann der Einbau einer Kühlmaschine, und die Produktion konnte gesteigert werden.
Ab 1938 waren die Eigentümer Hermann & Fritz Emmrich. Diese verpachteten die Brauerei 1945 an Johann Hauk und 1953 an Gotthard Böhme. 1958 übernahm Emmrichs Sohn Joachim die Brauerei. Dieser produzierte bis 1978 weiter, obwohl der Druck der Rohstoffknappheit und der Konkurrenzdruck der verstaatlichten Brauereien sehr hoch war. Im selben Jahr musste er den Betrieb einstellen.
Lößnitz-Pils wird heute im Lohnbrauverfahren in der Glückauf-Brauerei GmbH in Gersdorf hergestellt.
Der Name für Lößnitz-Pils, Lößnitz-Bock und Lößnitz-Quell leitet sich von der nordöstlich der Brauerei gelegenen Landschaft Lößnitz her, wo das Wasser herstammte.

## Biersorten

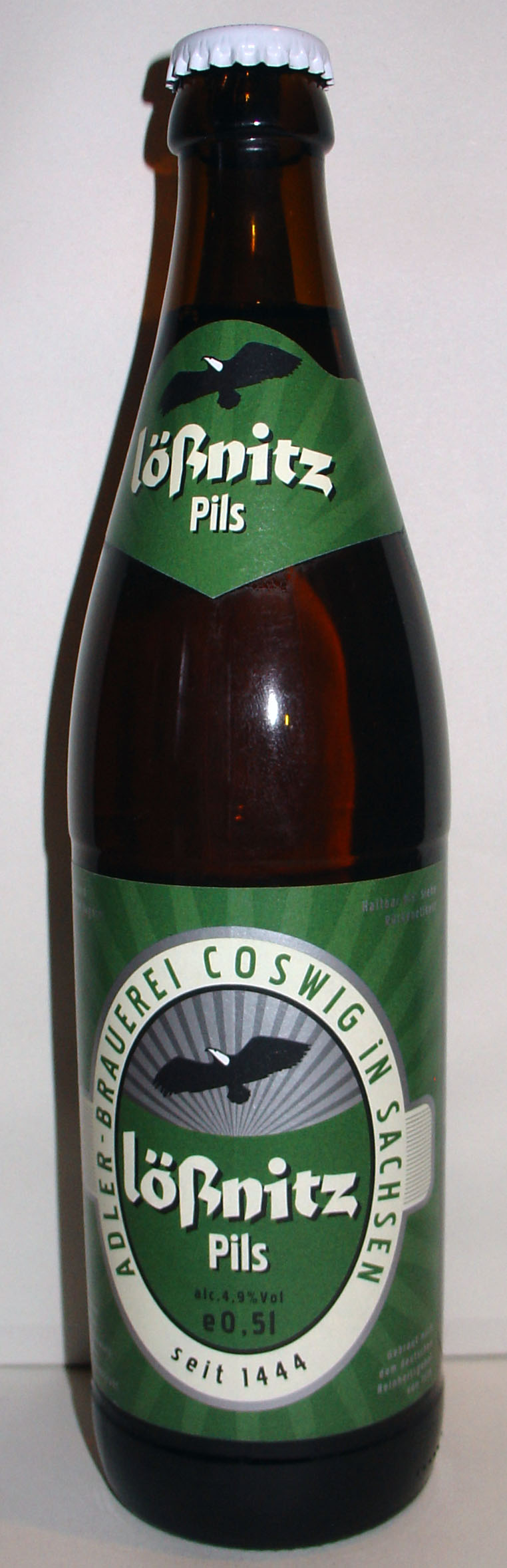
Lößnitz Pils

| alt - Bürgerbräu - Lagerbier - Deutsch Porter - Bock hell - Lößnitz Pils - Vollbier hell - Malzbier |  | neu - Lößnitz Pils - Lößnitz Bock |